# Чегир
Чеги́р (укр. Чеґір, крымскотат. Çegir, Чегир) — исчезнувшее село в Красноперекопском районе Республики Крым, располагавшееся в центре района, примерно в 4-х километрах юго-восточнее Ишунь, на несуществующей ныне (старой) дороге на Джанкой.

### Динамика численности населения

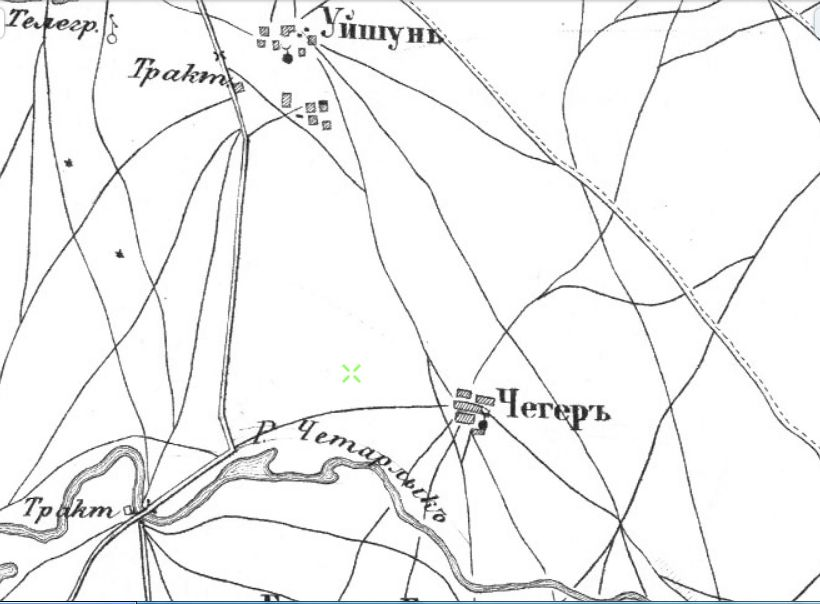
Чегер на карте Шуберта 1965 г.

| - 1805 год — 180 чел. - 1864 год — 42 чел. - 1886 год — 57 чел. - 1889 год — 165 чел. | - 1892 год — 48 чел. - 1900 год — 83 чел. - 1915 год — 115 чел. - 1926 год — 80 чел. |

## История
Первое документальное упоминание села встречается в Камеральном Описании Крыма… 1784 года, судя по которому, в последний период Крымского ханства Чегыр входил в Самарчик кадылык Перекопского каймаканства.
После присоединения Крыма к России (8) 19 апреля 1783 года, (8) 19 февраля 1784 года, именным указом Екатерины II сенату, на территории бывшего Крымского Ханства была образована Таврическая область и деревня была приписана к Перекопскому уезду. После Павловских реформ, с 1796 по 1802 год, входила в Перекопский уезд Новороссийской губернии. По новому административному делению, после создания 8 (20) октября 1802 года Таврической губернии, Чигир был включён в состав Бустерчинской волости Перекопского уезда.
По Ведомости о всех селениях в Перекопском уезде состоящих с показанием в которой волости сколько числом дворов и душ… от 21 октября 1805 года, в деревне Чегир числился 21 двор, 165 крымских татар и 15 цыган. На военно-топографической карте генерал-майора Мухина 1817 года деревня Чегир обозначена с 15 дворами. После реформы волостного деления 1829 года Чагир, согласно «Ведомости о казённых волостях Таврической губернии 1829 года» отнесли к Ишуньской волости (переименованной из Бустерчинской). На карте 1836 года в деревне 26 дворов, как и на карте 1842 года. На карте 1836 года в деревне 26 дворов, как и на карте.
В 1860-х годах, после земской реформы Александра II, деревню приписали к Ишуньской волости. В «Списке населённых мест Таврической губернии по сведениям 1864 года», составленном по результатам VIII ревизии 1864 года, Чигир — казённая татарская деревня, с 10 дворами, 42 жителями и мечетью при балке Четырлыке. На трехверстовой карте Шуберта 1865—1876 года в деревне Чегер 10 дворов. На 1886 год в деревне Чигир, согласно справочнику «Волости и важнѣйшія селенія Европейской Россіи», проживало 57 человек в 9 домохозяйствах, действовала мечеть. По «Памятной книге Таврической губернии 1889 года», по результатам Х ревизии 1887 года, в деревне Чигир числилось 34 двора и 165 жителей
После земской реформы 1890 года Чигир отнесли к Воинской волости. Согласно «…Памятной книжке Таврической губернии на 1892 год», в деревне Чигирь, составлявшей Чигирское сельское общество, было 48 жителей в 13 домохозяйствах. По «…Памятной книжке Таврической губернии на 1900 год» в деревне Чигир татарский числилось 83 жителя в 14 дворах. По Статистическому справочнику Таврической губернии. Ч.II-я. Статистический очерк, выпуск пятый Перекопский уезд, 1915 год, в деревне Чигирь (наследников Баева и Асвадурова) Воинской волости Перекопского уезда числилось 15 дворов со смешанным населением в количестве 115 человек приписных жителей, из которых 57 мужчин и 48 женщин. Жители владели 1018 десятинами удобной земли. В хозяйствах имелось 93 лошади.
После установления в Крыму Советской власти, по постановлению Крымревкома от 8 января 1921 года № 206 «Об изменении административных границ» была упразднена волостная система, Перекопский уезд переименовали в Джанкойский, в котором был образован Ишуньский район, в состав которого включили село, а в 1922 году уезды получили название округов. 11 октября 1923 года, согласно постановлению ВЦИК, в административное деление Крымской АССР были внесены изменения, в результате которых округа были отменены, Ишуньский район упразднён и село вошло в состав Джанкойского района. Согласно Списку населённых пунктов Крымской АССР по Всесоюзной переписи 17 декабря 1926 года, в селе Чегерь, Ишуньского сельсовета Джанкойского района, числилось 18 дворов, все крестьянские, население составляло 80 человек, из них 31 русский, 41 украинец, 6 армян, 1 белорус, 1 записан в графе «прочие» . Постановлением ВЦИК от 30 октября 1930 года был восстановлен Ишуньский район и село, вместе с сельсоветом, включили в его состав. Постановлением Центрального исполнительного комитета Крымской АССР от 26 января 1938 года Ишуньский район был ликвидирован и создан Красноперекопский район с центром в поселке Армянск (по другим данным 22 февраля 1937 года). На подробной карте РККА северного Крыма 1941 года в Чигире отмечено 14 дворов. Последний раз в доступных источниках село встречается на двухкилометровой карте Генштаба 1942 года.